# 上田市立川西小学校
上田市立川西小学校（うえだしりつ かわにししょうがっこう）は、長野県上田市にある公立小学校。

## 概要
上田市立川西小学校は、1988年に上田市立室賀小学校と上田市立小泉小学校を統合して、新校舎を上田市立川西中学校の校舎のあった仁古田に移して発足した。

## 沿革

### 略歴
1973年4月1日に小県郡川西村と上田市が合併し、村立の川西中学校・浦里小学校・室賀小学校・小泉小学校が上田市立となった。1980年以降から過疎化が顕著となり、特に上田市立室賀小学校の学区である旧小県郡室賀村地区は著しかった。そこで1988年に上田市立室賀小学校と上田市立小泉小学校を統合して、新校舎を上田市立川西中学校の校舎のあった仁古田に移し、上田市立浦里小学校の学区であった仁古田を編入して新学校、上田市立川西小学校を発足した。（ちなみに旧小泉小学校校舎は上田市立第六中学校校舎として当てられたが旧室賀小学校校舎は廃止された）。

### 旧・上田市立室賀小学校
1874年に「旭新学校」として開校。同校は下室賀、当時の小県郡下室賀村に1873年に開校した「有新学校」の支校として開校した。しかし「有新学校」は上田市小県郡川西村組合立泉田小中学校の前身となる学校群と1878年に合併し「嚮善学校」となっている。
1873年、学制頒布の翌年に「有新学校」の支校として開校。1874年に独立し「旭新学校」として正式に開校。1882年に「室賀学校」と改称する。しかし1886年に「嚮善学校」と合併し「小泉学校」が発足すると室賀分教場となったが1889年に小県郡室賀村が発足すると「小泉学校」は解体。室賀分教場は独立し村立室賀尋常小学校と改称した。1895年には高等科の分値により村立室賀尋常高等小学校と改称した。
1941年に国民学校令により村立室賀国民学校と改称。1947年に学制改革で村立室賀小学校と改称し同時に併設で室賀中学校が開校（以降室賀小中学校）。1957年に小県郡室賀村と浦里村、上田市の小泉地籍町地区の合併により小県郡川西村が発足すると小県郡川西村立室賀小中学校と改称。1961年に併設していた室賀中学校が川西村内の2併設中学校との統合により川西中学校となると小学校単独に戻り1973年に上田市立室賀小学校と改称したが合併直前から問題となっていた児童人口減が合併以降深刻化する事となった。そのため開校115年目となる1988年をもって上田市立小泉小学校と統合する事となった。

### 旧・上田市立小泉小学校
上田市立小泉小学校は、1959年に上田市小県郡川西村組合立泉田小中学校の小泉地籍（川西村分、上田市に残存した日向地区も含む）を学区とする上田市小県郡川西村組合立小泉小中学校として発足した。泉田小中学校の学区である旧小県郡泉田村は1956年に一旦は上田市に前面合併を決めて実際合併したが小泉地籍、とりわけ町地区の住民が上田市ではなく農村合併を合併以後も主張していたため町地区が希望通り分離して小県郡川西村に参加した。しかし、その影響で泉田小中学校の学区の住民に対立感情が生まれる事になり結果、泉田小中学校は解体。小泉地籍だけが小泉小中学校として再スタートを切った。
上田市小県郡川西村組合立としてスタートした同校だが1961年に併設していた小泉中学校が村内の2併設中学校と統合して川西中学校となったため小学校単独となりその年には半過分校が廃校して上田市立川辺小学校と統合（現在は上田市立南小学校の学区）したため村立単独となる。1973年に小県郡川西村が上田市に合併（※小泉地籍に限れば出戻り）すると上田市立小泉小学校と改称した。同校は解体時に児童数を大幅に減らしたが上田市に近い地域であるため1980年以降は微増していた。しかし単独で回復するには至らずわずか29年で上田市立室賀小学校と統合して消滅する。

### 上田市立川西小学校発足以降
統合時は上・下両室賀、小泉、仁古田の4地籍を学区としてスタートしたが2005年には上田市立浦里小学校の学区であった岡地籍も加え5地籍と拡大した。現在はかつての小県郡川西村の7割5部を学区にしている。

### 年表
- 1873年 - 小県郡上室賀村に「有新学校」の支校設置される。
- 1874年 - 上室賀村独立し「旭新学校」開校。
- 1882年 - 「旭新学校」、「室賀学校」と改称。
- 1886年 - 「室賀学校」、「嚮善学校」と合併し「小泉学校」の室賀分教場となる。
- 1875年 - 小県郡室賀村が発足し「小泉学校」解体。室賀分教場は村立室賀尋常小学校として独立。
- 1895年 - 小県郡立高等小学校廃止により高等科分値により村立室賀尋常高等小学校と改称。
- 1941年 - 「国民学校令」発布により村立室賀国民学校と改称。
- 1947年 - 学制改革の第1弾6・3制実施により村立室賀小学校と改称。同時に併設で室賀中学校が開校。
- 1957年 - 小県郡室賀村と浦里村、上田市の小泉地籍町地区の合併により小県郡川西村発足。川西村立室賀小中学校と改称。
- 1959年 - 上田市小県郡川西村組合立小泉小中学校が同泉田小中学校の分割により開校。学区は小泉地籍（上田市に残存した日向地区も含む、日向地区には小学校のみ半過分校が設置される。）
- 1961年 - 室賀・小泉両小学校に併設していた室賀・小泉両中学校が浦里中学校との統合により川西中学校として開校したため小学校単独となる。まもなく小泉小学校半過分校が廃止されて上田市立川辺小学校に統合。小泉小学校は小県郡川西村立となる。
- 1973年 - 小県郡川西村が上田市に合併される。上田市立室賀小学校・上田市立小泉小学校と改称。
- 1988年 - 上田市立室賀小学校と上田市立小泉小学校が統合。上田市立浦里小学校の学区である仁古田地籍を校舎所在地としたため編入。統合後の新学校名は『上田市立川西小学校』とする。上田市立川西小学校開校。
- 1989年 - 火災により校舎を焼失。
- 2005年 - 上田市立浦里小学校から岡地籍を学区として編入する。

## 教育目標
- 自ら考え
- ともに高めあい
- かがやく子

## 通学区域
- 仁古田、岡、小泉、下室賀、上室賀、ひばりケ丘[1]

## 進学先中学校
- 上田市立第六中学校が通学区域となっている[1]

## 学区内の主な施設
- 川西公民館
- 川西社会体育館

## 交通
- 国道143号小泉交差点から西に700メートル
- 上田電鉄別所線寺下駅から西に約4キロメートル